# El Rei de la Màgia
El Rei de la Màgia és un establiment situat al carrer de la Princesa, 11 de Barcelona, catalogat com d'interès (categoria E2).

## Història
Va ser fundat el 1895 pel mag Joaquim Partagàs i Jaquet (1848-1931), conegut amb el nom d'El thaumaturgo catalán quan anà a l'Argentina. Va actuar per primer cop a Barcelona el 1878 i al cap de poc temps obrí ja una primera botiga al carrer de la Princesa. Posteriorment, es traslladà a la Rambla del Centre, per més tard tornar-hi. Tingué altres establiments fora de Barcelona, a València i Saragossa, però que duraren poc temps. Per a les seves actuacions va decidir obrir un local anomenat El Salón Mágicom que durà només 6 anys (1894-1900). Va escriure el llibre El prestidigitador optimus per a aficionats a la màgia.
Traspassà el negoci a un dels seus deixebles, Carles Bucheli Sabater (Karl Bucheli), que renovà el local i col·locà el 1881 com a any de fundació per motius més aviat de prestigi i publicitat, ja que el número és capicua i té les seves raons esotèriques. Entre el 1981 i 1984, la botiga fou regentada la seva neboda Joana Grau, assessorada pel prestidigitador Flip. Com no hi tingué gran interès, el 1984 la traspassà a Josep Martínez, del grup La Capsa Màgica, i a Rosa Maria Llop. Es va fer una restauració de la façana però sense modificar-ne l'aspecte original.

## Descripció
Establiment situat a l'esquerre del portal d'accés de la Casa Salvi Noguera. L'exterior del local presenta un aplacat de fusta pintada de color vermell que s'estén pels laterals i forma una llinda on s'inscriu el nom de l'establiment amb lletres pintades. Flanquejant la porta d'accés hi ha dos petits aparadors formant una petita zona de vestíbul. A l'interior, hi ha un taulell amb vitrines a la part superior i diversos mobles de prestatges i armaris vitrines originals. Disposa d'un altell.